# Gevlekte schoffelsnavel
De gevlekte schoffelsnavel (Todirostrum maculatum) is een zangvogel uit de familie Tyrannidae (tirannen).

## Verspreiding en leefgebied
Deze soort komt voor in het Amazonegebied en telt vijf ondersoorten:
- T. m. amacurense: noordoostelijk Venezuela, Guyana en Trinidad.
- T. m. maculatum: Suriname, Frans-Guyana en noordoostelijk Brazilië.
- T. m. signatum: het westelijke Amazonegebied.
- T. m. diversum: amazonisch centraal Brazilië.
- T. m. annectens: amazonisch noordelijk-centraal Brazilië.

## Status
De grootte van de populatie is niet gekwantificeerd maar de soort wordt omschreven als algemeen. Op de Rode lijst van de IUCN heeft deze soort de status niet bedreigd.